# Marian Zlotea
Marian Zlotea (ur. 30 czerwca 1971 w Sinești w okręgu Vâlcea) – rumuński polityk, ekonomista, w latach 2007–2009 deputowany do Parlamentu Europejskiego.

## Życiorys
Ukończył w 2001 studia ekonomiczne na Universitatea de Petrol si Gaze w Ploeszti. Później otworzył przewód doktorski na Uniwersytecie La Sapienza.
Od 2000 był prezesem organizacji młodzieżowych. Pracował w administracji rządowej i miejskiej. Od 2006 do 2007 był sekretarzem stanu i prezesem urzędu ds. konsumentów. Następnie pełnił funkcję doradcy mera Bukaresztu oraz reprezentanta demokratów w narodowej radzie integracji.
W pierwszych powszechnych wyborach w 2007 z ramienia Partii Demokratycznej uzyskał mandat posła do Parlamentu Europejskiego. Był członkiem grupy chadeckiej, Komisji Rynku Wewnętrznego i Ochrony Konsumentów oraz wiceprzewodniczącym Podkomisji Bezpieczeństwa i Obrony.
Z mandatu w PE zrezygnował w lutym 2009. Został wówczas prezesem ANSVSA, rządowej agencji zajmującej się sprawami bezpieczeństwa żywności i inspekcją weterynaryjną. Odwołano go kilkanaście miesięcy później.